# Le Buat (Orne)
Pour les articles homonymes, voir Le Buat.
Le Buat est une ancienne commune française du département de l'Orne partagée en 1845 entre les communes de Saint-Michel-la-Forêt et de Saint-Ouen-sur-Iton.

## Démographie
| 1793 | 1800 | 1806 | 1821 |
| ---- | ---- | ---- | ---- |
| 135  | 151  | 145  | 152  |

| 1831   | 1836 | 1841 | 1845   |
| ------ | ---- | ---- | ------ |
| absent | 145  | 134  | fusion |

## Lieux et monuments
- Château du Buat.